# Premio FWA al futbolista del año
El Premio FWA al futbolista del año (en inglés Football Writers' Association Footballer of the Year) es un galardón que se otorga al mejor futbolista de la temporada en Inglaterra según la Asociación de Escritores de Fútbol (Football Writers' Association). 
Esta distinción fue impulsada en 1947 por Charles Buchan, antiguo jugador internacional y uno de los fundadores de la asociación periodística. La primera edición tuvo lugar al término de la temporada 1947-48 y el vencedor fue Stanley Matthews, extremo del Blackpool F.C.. Ocho futbolistas lo han ganado al menos en dos ocasiones y Thierry Henry ostenta el récord al conseguirlo tres veces.

## Elección
Al término de la temporada en Inglaterra, la Asociación de Escritores de Fútbol (Football Writers' Association) decide quién ha sido el mejor jugador de la competición, mediante una votación entre más de 300 periodistas especializados que trabajan en el país. El más votado se lleva el galardón.
El Premio FWA es uno de los más importantes de la temporada, junto al oficial de la Premier League inglesa (Jugador del Año de la Premier League) y los otorgados por la Asociación de Futbolistas Profesionales: el Premio PFA al jugador del año (PPY), el Premio PFA al jugador joven del año (YPY) y el Premio al jugador elegido por los aficionados (FPY).

### 

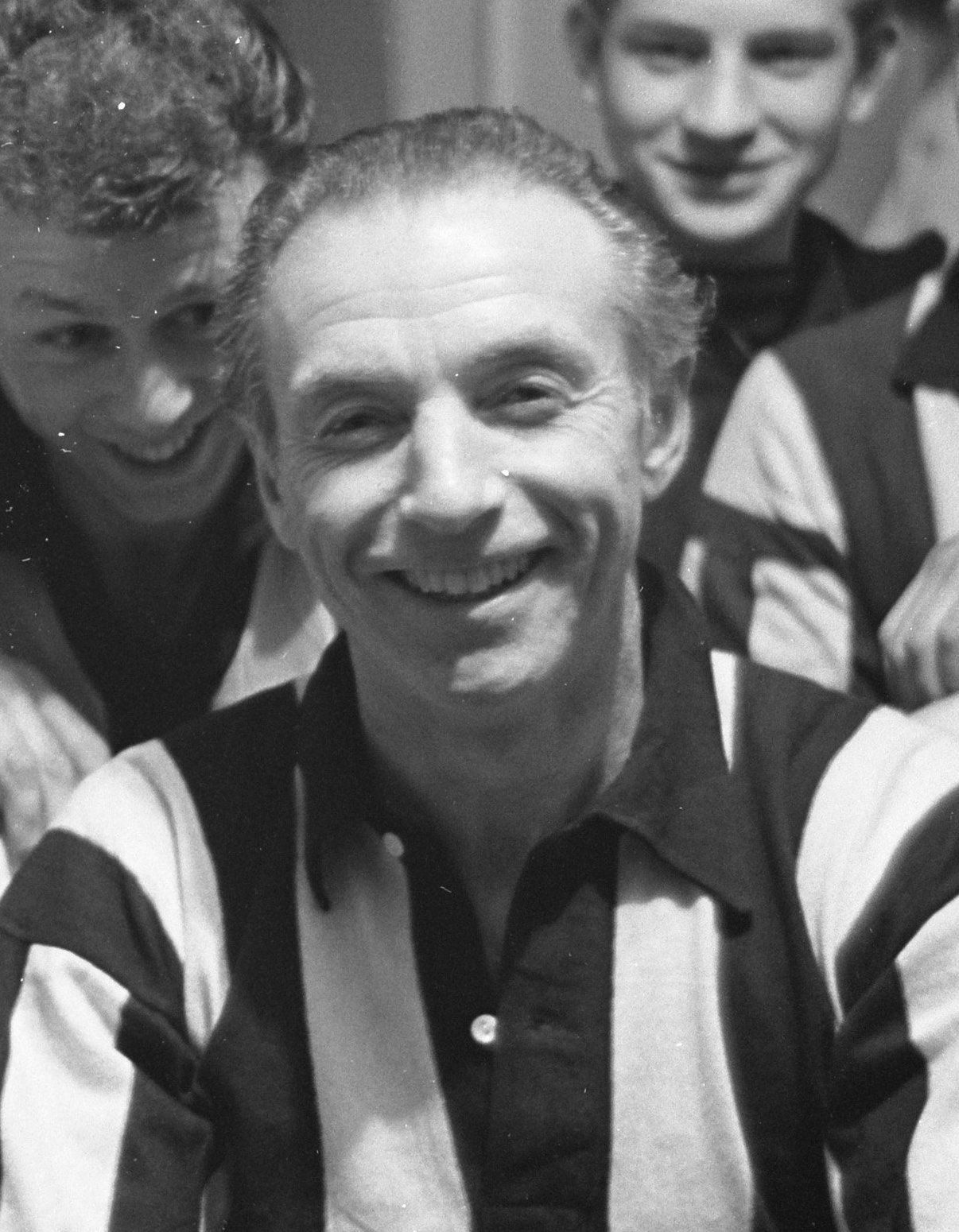
Stanley Matthews recibió el Premio FWA en la edición inaugural de 1947-48.

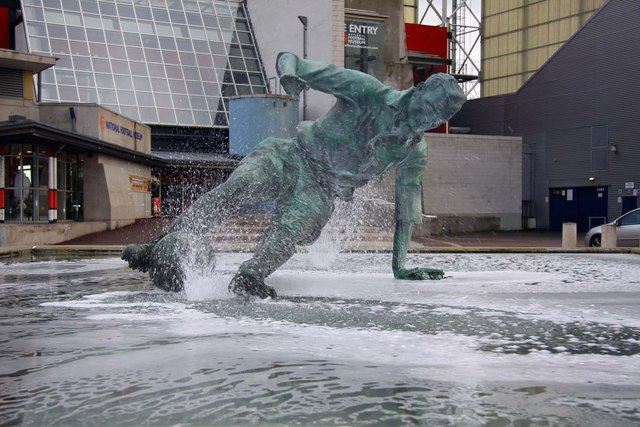
En 1957, Tom Finney fue pionero en ganarlo dos veces.

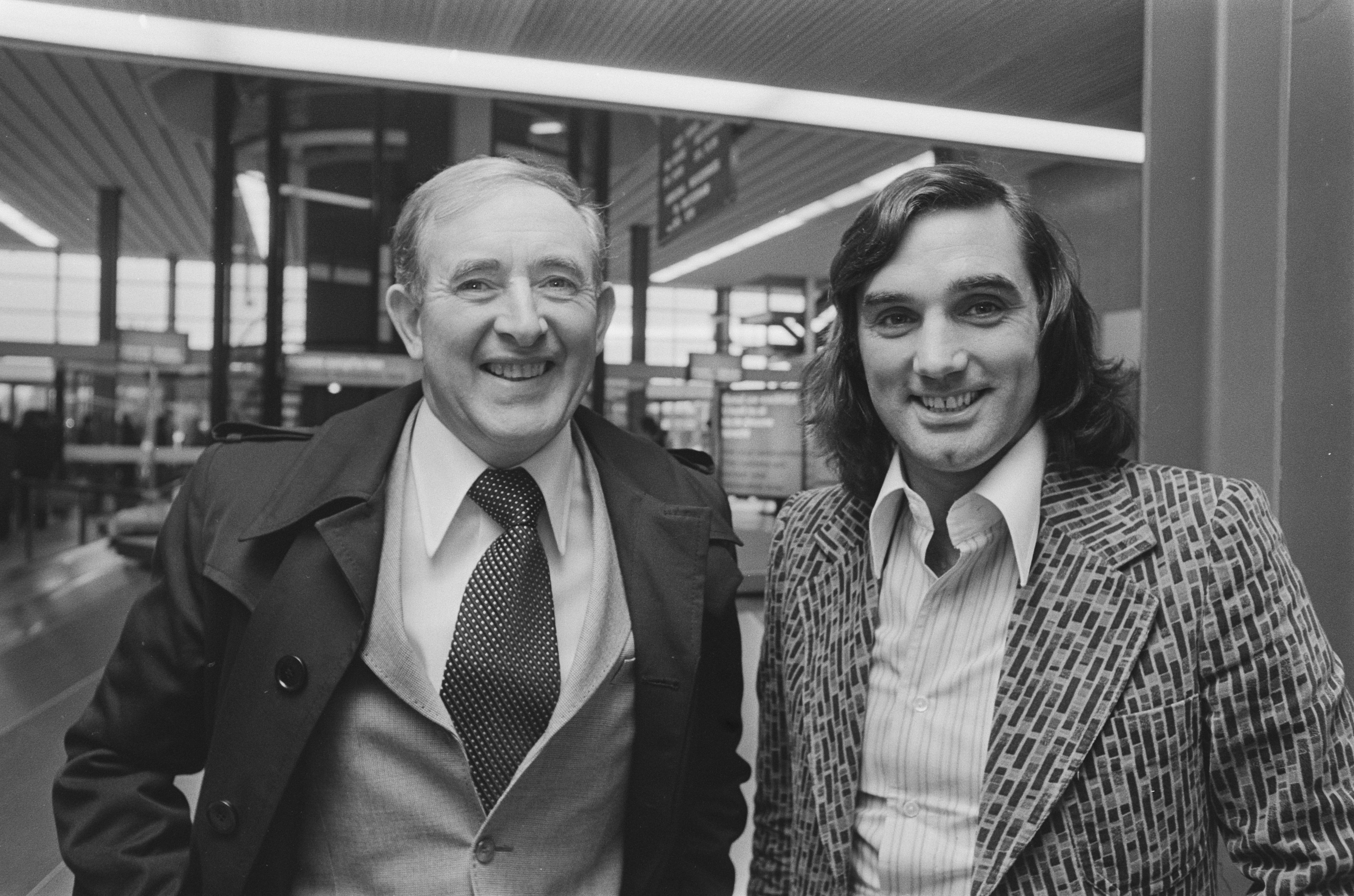
Danny Blanchflower y George Best fueron los primeros norirlandeses en ser distinguidos con este trofeo.

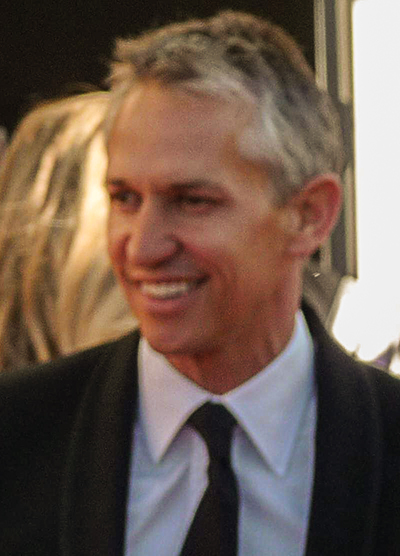
Gary Lineker, vencedor en 1986 y 1992.

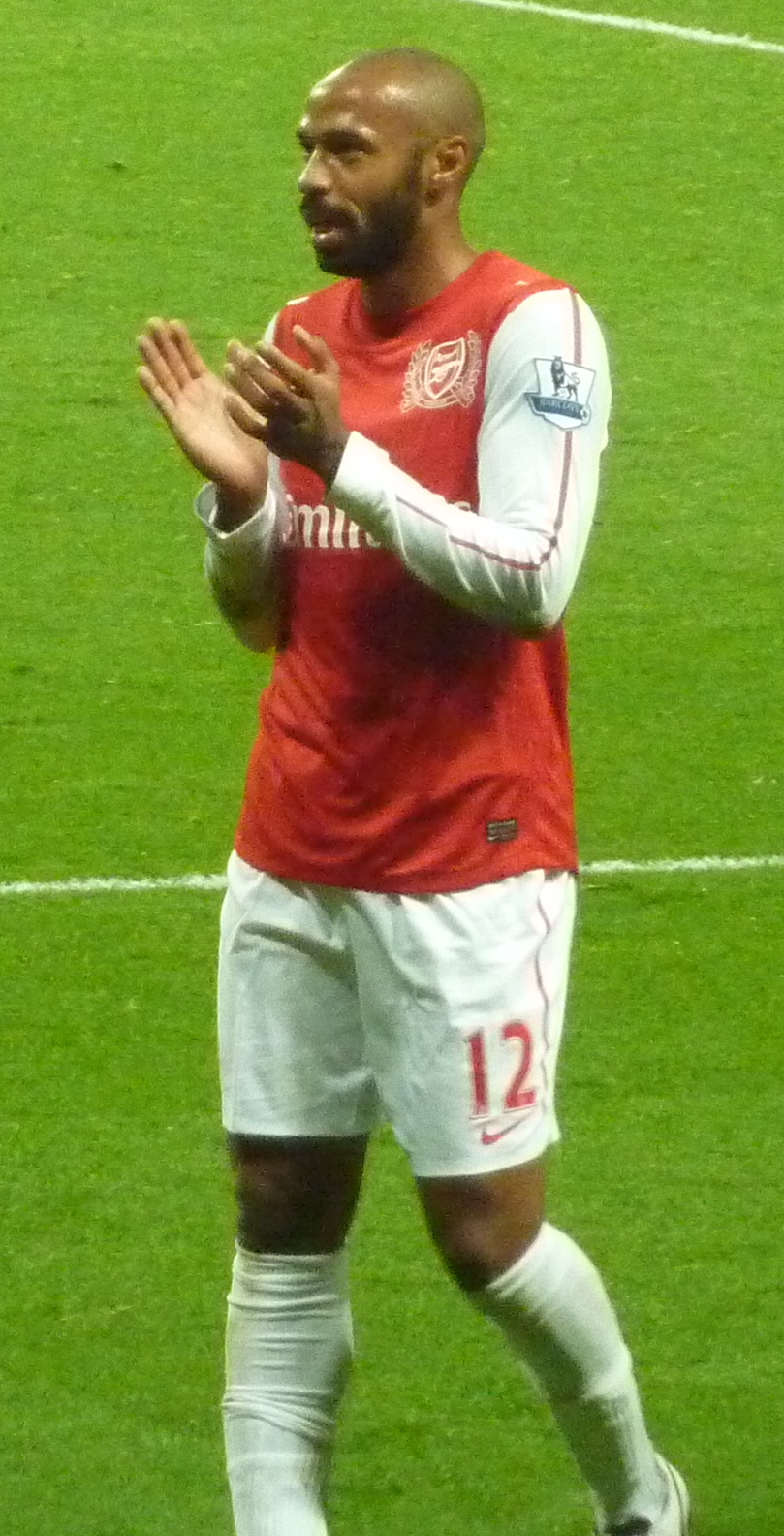
Thierry Henry comparte el récord de tres Premios FWA (2003, 2004 y 2006) con Mohamed Salah (2018, 2022 y 2025).

## Palmarés

### SigloXX
| Temporada | Jugador               | Nacional.        | Equipo                       | Otros premios | Notas      |
| --------- | --------------------- | ---------------- | ---------------------------- | ------------- | ---------- |
| 1947-48   | Stanley Matthews      | ING (1)          | Blackpool F. C.              |               |            |
| 1948-49   | Johnny Carey          | IRL (1)          | Manchester United            |               | [ nota 1 ] |
| 1949-50   | Joe Mercer            | ING (2)          | Arsenal F. C.                |               |            |
| 1950-51   | Harry Johnston        | ING (3)          | Blackpool F. C.              |               |            |
| 1951-52   | Billy Wright          | ING (4)          | Wolverhampton Wanderers      |               |            |
| 1952-53   | Nat Lofthouse         | ING (5)          | Bolton Wanderers             |               |            |
| 1953-54   | Tom Finney            | ING (6)          | Preston North End            |               |            |
| 1954-55   | Don Revie             | ING (7)          | Manchester City              |               |            |
| 1955-56   | Bert Trautmann        | ALE (1)          | Manchester City              |               | [ nota 2 ] |
| 1956-57   | Tom Finney            | ING (8)          | Preston North End            |               | [ nota 3 ] |
| 1957-58   | Danny Blanchflower    | NIR (1)          | Tottenham Hotspur            |               |            |
| 1958-59   | Syd Owen              | ING (9)          | Luton Town F. C.             |               |            |
| 1959-60   | Bill Slater           | ING (10)         | Wolverhampton Wanderers      |               |            |
| 1960-61   | Danny Blanchflower    | NIR (2)          | Tottenham Hotspur            |               |            |
| 1961-62   | Jimmy Adamson         | ING (11)         | Burnley F. C.                |               |            |
| 1962-63   | Stanley Matthews      | ING (12)         | Stoke City                   |               | [ nota 4 ] |
| 1963-64   | Bobby Moore           | ING (13)         | West Ham United              |               |            |
| 1964-65   | Bobby Collins         | ESC (1)          | Leeds United                 |               |            |
| 1965-66   | Bobby Charlton        | ING (14)         | Manchester United            |               |            |
| 1966-67   | Jack Charlton         | ING (15)         | Leeds United                 |               |            |
| 1967-68   | George Best           | NIR (3)          | Manchester United            |               |            |
| 1968-69   | Tony Book Dave Mackay | ING (16) ESC (2) | Manchester City Derby County |               | [ nota 5 ] |
| 1969-70   | Billy Bremner         | ESC (3)          | Leeds United                 |               |            |
| 1970-71   | Frank McLintock       | ESC (4)          | Arsenal F. C.                |               |            |
| 1971-72   | Gordon Banks          | ING (17)         | Arsenal F. C.                |               |            |
| 1972-73   | Pat Jennings          | NIR (4)          | Tottenham Hotspur            |               |            |
| 1973-74   | Ian Callaghan         | ING (18)         | Liverpool F. C.              |               |            |
| 1974-75   | Alan Mullery          | ING (19)         | Fulham F. C.                 |               |            |
| 1975-76   | Kevin Keegan          | ING (20)         | Liverpool F. C.              |               |            |
| 1976-77   | Emlyn Hughes          | ING (21)         | Liverpool F. C.              |               |            |
| 1977-78   | Kenny Burns           | ESC (5)          | Nottingham Forest            |               |            |
| 1978-79   | Kenny Dalglish        | ESC (6)          | Liverpool F. C.              |               |            |
| 1979-80   | Terry McDermott       | ING (22)         | Liverpool F. C.              | PPY           | [ nota 6 ] |
| 1980-81   | Frans Thijssen        | HOL (1)          | Ipswich Town                 |               |            |
| 1981-82   | Steve Perryman        | ING (23)         | Tottenham Hotspur            |               |            |
| 1982-83   | Kenny Dalglish        | ESC (6)          | Liverpool F. C.              | PPY           |            |
| 1983-84   | Ian Rush              | GAL (1)          | Liverpool F. C.              | PPY           |            |
| 1984-85   | Neville Southall      | GAL (2)          | Everton F. C.                |               |            |
| 1985-86   | Gary Lineker          | ING (24)         | Everton F. C.                | PPY           |            |
| 1986-87   | Clive Allen           | ING (25)         | Tottenham Hotspur            | PPY           |            |
| 1987-88   | John Barnes           | ING (26)         | Liverpool F. C.              | PPY           |            |
| 1988-89   | Steve Nicol           | ESC (7)          | Liverpool F. C.              |               |            |
| 1989-90   | John Barnes           | ING (27)         | Liverpool F. C.              |               |            |
| 1990-91   | Gordon Strachan       | ESC (8)          | Leeds United                 |               |            |
| 1991-92   | Gary Lineker          | ING (28)         | Tottenham Hotspur            |               |            |
| 1992-93   | Chris Waddle          | ING (29)         | Sheffield Wednesday          |               | [ nota 7 ] |
| 1993-94   | Alan Shearer          | ING (30)         | Blackburn Rovers             |               |            |
| 1994-95   | Jürgen Klinsmann      | ALE (2)          | Tottenham Hotspur            |               |            |
| 1995-96   | Éric Cantona          | FRA (1)          | Manchester United            |               |            |
| 1996-97   | Gianfranco Zola       | ITA (1)          | Chelsea F. C.                |               |            |
| 1997-98   | Dennis Bergkamp       | HOL (2)          | Arsenal F. C.                | PPY           |            |
| 1998-99   | David Ginola          | FRA (2)          | Tottenham Hotspur            | PPY           |            |
| 1999-00   | Roy Keane             | IRL (2)          | Manchester United            | PPY           |            |

### SigloXXI
| Temporada | Jugador           | Nacional. | Equipo            | Otros premios | Notas       |
| --------- | ----------------- | --------- | ----------------- | ------------- | ----------- |
| 2000-01   | Teddy Sheringham  | ING (31)  | Manchester United | PPY           |             |
| 2001-02   | Robert Pirès      | FRA (3)   | Arsenal F. C.     |               |             |
| 2002-03   | Thierry Henry     | FRA (4)   | Arsenal F. C.     | PPY, FPY      |             |
| 2003-04   | Thierry Henry     | FRA (5)   | Arsenal F. C.     | PPY, FPY      | [ nota 8 ]  |
| 2004-05   | Frank Lampard     | ING (32)  | Chelsea F. C.     | FPY           |             |
| 2005-06   | Thierry Henry     | FRA (6)   | Arsenal F. C.     |               |             |
| 2006-07   | Cristiano Ronaldo | POR (1)   | Manchester United | PPY, FPY, YPY | [ nota 9 ]  |
| 2007-08   | Cristiano Ronaldo | POR (2)   | Manchester United | PPY, FPY      |             |
| 2008-09   | Steven Gerrard    | ING (33)  | Liverpool F. C.   | FPY           |             |
| 2009-10   | Wayne Rooney      | ING (34)  | Manchester United | PPY           |             |
| 2010-11   | Scott Parker      | ING (35)  | West Ham United   |               |             |
| 2011-12   | Robin van Persie  | HOL (3)   | Arsenal F. C.     | PPY, FPY      |             |
| 2012-13   | Gareth Bale       | GAL (3)   | Tottenham Hotspur | PPY, YPY      |             |
| 2013-14   | Luis Suárez       | URU (1)   | Liverpool F. C.   | PPY           | [ nota 10 ] |
| 2014-15   | Eden Hazard       | BEL (1)   | Chelsea F. C.     | PPY           |             |
| 2015-16   | Jamie Vardy       | ING (36)  | Leicester City    |               |             |
| 2016-17   | N'Golo Kanté      | FRA (7)   | Chelsea F. C.     | PPY           |             |
| 2017-18   | Mohamed Salah     | EGY (1)   | Liverpool F. C.   | PPY, FPY      |             |
| 2018-19   | Raheem Sterling   | ING (37)  | Manchester City   | YPY           |             |
| 2019-20   | Jordan Henderson  | ING (38)  | Liverpool F. C.   |               |             |
| 2020-21   | Rúben Dias        | POR (3)   | Manchester City   |               | [ 3 ]       |
| 2021-22   | Mohamed Salah     | EGY (2)   | Liverpool F. C.   |               |             |
| 2022-23   | Erling Haaland    | NOR (1)   | Manchester City   |               |             |
| 2023-24   | Phil Foden        | ING (38)  | Manchester City   |               | [ 4 ]       |
| 2024-25   | Mohamed Salah     | EGY (3)   | Liverpool F.C.    |               | [ 5 ]       |